# ویندسور لاکس (کنتیکت)
ویندسور لاکس (به انگلیسی: Windsor Locks) یک منطقهٔ مسکونی در ایالات متحده آمریکا است که در شهرستان هارتفورد، کنتیکت واقع شده‌است.
 ویندسور لاکس ۲۴٫۳ کیلومتر مربع مساحت و ۱۲٬۴۹۸ نفر جمعیت دارد و ۴۸ متر بالاتر از سطح دریا واقع شده‌است.